# نادي كانبيرا ألمبيك
كانبيرا ألمبيك الاسم الكامل: (بالإنجليزية: Canberra Olympic Football Club)‏ هو نادي كرة قدم أسترالي تم إنشاؤه في سنة 1955 الميلادية وشارك في الدوري الممتاز إي سي تي.